# Valentina Pisanty
Valentina Pisanty (geboren 8. Mai 1969 in Mailand) ist eine italienische Semiotikerin.

## Leben
Valentina Pisanty studierte Sprachwissenschaften, wurde 1992 graduiert und 1997 promoviert. Sie ist Dozentin für Semiotik an der Universität Bergamo. Sie publizierte zu Fragen des Rassismus und zur Holocaustleugnung. Sie ist Redakteurin der Publikation Accettare la diversità.

## Schriften (Auswahl)
- Leggere la fiaba. Mailand: Bompiani, 1993, ISBN 88-452-1978-X
- L’irritante questione delle camere a gas : logica del negazionismo. Mailand : Bompiani, 1998, ISBN 88-452-3588-2
- Semiotica e interpretazione. Mailand: Bompiani, 2004, ISBN 88-452-1124-X
- La difesa della razza. Antologia 1938–1943. Mailand: Bompiani, 2006, ISBN 88-452-1419-2
- Abusi di memoria. Negare, banalizzare, sacralizzare la Shoah. Mailand: Bruno Mondadori, 2012, ISBN 88-6159-652-5
- I guardiani della memoria e il ritorno delle destre xenofobe . Mailand: Bompiani, 2020, ISBN 978-88-301-0229-3